# Old Folks at Home
Old Folks at Home, znane też pod nazwą Way Down Upon the Swanee River – piosenka stanowa Florydy. Autorem słów oraz melodii jest Stephen Foster, zarówno tekst jak i melodia zostały napisane w 1851 roku. Piosenka oryginalnie została napisana dla grupy muzycznej Christy's Minstrels.